# Rafael Pereira da Silva
Rafael Pereira da Silva (Petrópolis, 9. srpnja 1990.), poznatiji kao Rafael ili Rafael da Silva, bivši je brazilski nogometaš koji je igrao na poziciji desnog braniča ili desnog veznog, a njegov brat blizanac Fábio također je bio nogometaš.

## Karijera
Rafael je, kao i njegov brat, nogometnu karijeru započeo u Fluminenseu. Na jednom turniru u Hong Kongu zamijetio ih je skaut Manchester Uniteda, te su u veljači 2007. potpisali za crvene vragove, no nisu imali pravo nastupa dok nisu napunili 18 godina Rafael je debitirao u prijateljskoj utakmici protiv Peterborough Uniteda 4. kolovoza. Svoj prvi službeni nastup upisao je već u prvom kolu Premier lige, kada je u utakmici protiv Newcastle Uniteda ušao kao zamjena za Fraizera Campbella. 
Prvi put je započeo utakmicu od prve minute u trećem kolu Liga kupa protiv Middlesbrougha, a u Premir ligi 18. listopada u pobjedi 4:0 protiv West Bromwich Albiona. U europskim natjecanjima debitirao je 30. rujna u utakmici Lige prvaka protiv Aalborga. Svoj prvi gol za United postigao je 8. studenog 2008. u porazu 2:1 porazu od Arsenala na stadionu Emirates.
Godine 2007., Rafael je igrao za reprezentaciju Brazila na U-17 Svjetskom prvenstvu. Budući da, kao i njegov brat ima i portugalsko državljanstvo, Carlos Queiroz, tadašnji izbornik Portugala, te bivši pomoćnik Alexa Fergusona im je ponudio da igraju za portugalski reprezentaciju. no odlučili su pričekati s konačnom odlukom.
Zbog načina igre, te pozicija na kojima igraju, časopis Times ih naziva "brazilskim odgovorom na braću Neville" (Phila i Garyja).

## Vanjske poveznice
- Profil na ManUtd.com (engl.)